# 真済
真済（しんぜい、延暦19年（800年） - 貞観2年2月25日（860年3月25日））は、平安時代前期の真言宗の僧。父は巡察弾正紀御園。
空海の十大弟子の一人で、真言宗で初めて僧官最高位の僧正に任ぜられた。詩文にも優れ、空海の詩文を集めた『性霊集』を編集している。また、長く神護寺に住し、その発展に尽力した。高雄僧正・紀僧正・柿本僧正とも称される。

## 生涯
- 幼少時は学問・文筆の道に励む。紀氏一門は奈良時代の紀清人、平安時代前期の紀長谷雄など著名な学者、文人を輩出している。
- 弘仁5年（814年）、15歳のとき出家して空海の弟子となる。
- 天長元年（824年）、25歳のとき両部大法を受け伝法阿闍梨となる。空海に才能を見込まれての、異例の若さでの受法、灌頂であり、当時の人々を驚かせたといわれる。[2]
- 天長元年～承和2年（835年）、高雄山寺（神護寺）に篭り12ヶ年修行する。ただし、通説では承和3年からとされている。[3]
- 天長3年（826年）11月から翌年5月までと天長7年（830年）11月～9年（832年）3月、一説に空海から種々の密教の奥義を伝授される。それを真済自ら記録したものが『高雄口訣』だといわれる。
- 天長9年11月、一説にこのとき空海から高雄山を託される。
- 承和2年ころ、嵯峨天皇（上皇）が12年篭山の苦行を評価して内供奉十禅師に抜擢する。ただし、通説では承和7年。[4]
- 承和2年ころまでに『性霊集』を編纂する。[5]序文によれば、自らが空海に侍して書き取るなどして集めた詩文に、空海が在唐中にやりとりしたものを加え、取捨選択して10巻にまとめた。
- 承和3年（836年）、入唐請益僧として遣唐使船に乗り唐を目指す。同門で留学僧の真然も同船。ところが、嵐で船が難破し、筏に移り23日間漂流。30余人の同乗者はみな餓死して、真済と真然だけが奇跡的に生き残り、南海の島（具体的な場所は不明）民に救助された。帰朝後は神護寺の経営に尽力。このころ多宝塔建立、五大虚空蔵菩薩像造立を仁明天皇に表請し認められる。
- 承和4年（837年）7月、嵯峨上皇の皇子、源鎮が出家して神護寺に入り真済の弟子となる（一説に白雲禅師と号す）。
- 承和7年（840年）12月、実恵に代わり神護寺別当に任ぜられる。
- 承和10年（843年）11月、権律師に任ぜられる。また、東寺二長者となる（二長者の初め）。
- 承和14年（847年）4月、律師に任ぜられる。11月、実恵の後を継ぎ東寺一長者となる。
- 仁寿元年（851年）7月、少僧都に任ぜられる。文徳天皇の厚い信任を受け急速に昇進。
- 仁寿3年（853年）4月、真言宗年分度者を新たに3人加え6人とすることを認められる。増加分3人は神護寺で得度。
- 仁寿3年10月、権大僧都に任ぜられる。
- 斉衡3年（856年）10月、僧正に任ぜられるも、師空海に僧正位を譲ることを上表して辞退。以後、三度にわたり任命と辞退を繰り返す。
- 天安元年（857年）10月、文徳天皇、真済の師を思う心に感激し、空海に大僧正位を追贈し、真済を僧正とする。
- 天安2年（858年）8月23日、文徳天皇が突然病に倒れる。真済の看病も空しく、27日、32歳で崩御。天皇の急死で世論の激しい批判を浴び隠居する。
- 貞観2年（860年）2月25日、没。享年61。

## 弟子
元慶2年（878年）11月11日の真雅言上状によれば、真済の付法弟子は一人もいない。真済の地位からすれば極めて不自然で、文徳天皇の急死に際し激しい批判を浴び隠居したこととの関連が疑われる。
なお、真済と師弟関係にあったことが史料に見える者が数名ある。
- 真然…『日本三代実録』貞観2年2月25日条の真済卒伝に「弟子真然」とある。5巻本『東寺長者補任』（続々群書類従2）に「真雅僧正灌頂、真済受法」とある。
- 白雲…『続日本後紀』承和4年7月22日条に神護寺に登り入道したことが見える源鎮は、『尊卑文脈』によれば白雲。
- 峯斅…5巻本『東寺長者補任』に「真紹僧都入室、真済僧正弟子、宗叡僧正灌頂資」とある。
- 恵運…『真言血脈』（続群書類従28下）では真済の付法弟子だが、信憑性に乏しい。

## 伝説
- 恵亮との験争い

文徳天皇の第一皇子・惟喬親王と第四皇子・惟仁親王（後の清和天皇）の皇位継承争いにからんで、惟喬側の真済と惟仁側の天台宗恵亮が験力を競い、真済が敗れたため惟仁が皇太子となったというもの。『平家物語』巻八には相撲、『曽我物語』巻一には競馬で争う話が載っている。なお『江談抄』巻二は、同門の真雅が惟仁親王の護持僧で、真済と不仲だったと伝えており、こちらは信憑性がある。
- 情欲に惑い天狗・鬼と化す

文徳天皇の女御で清和天皇の母である藤原明子 (染殿后)に一目惚れした真済が、死後、紺青色をした鬼、あるいは天狗と化して彼女のもとに現れ悩ませる。そして比叡山無動寺の相応和尚に退治されるという話。延喜18年（918年）～23年の間に書かれたとされる『天台南山無動寺建立和尚伝』をはじめ、『拾遺往生伝』巻下の相応伝、『古事談』巻三、『宝物集』巻二などに載っている。なお、類似の説話に『今昔物語集』巻二十、第七話「染殿ノ后、為天宮嬈乱事」があるが、この話では紺青鬼（表題は「天宮＝てんぐ」だが本文では鬼）と化すのは真済でなく大和葛木の金剛山の聖人で、相応和尚による退治もなく、后は衆人環視の中、鬼と情交に及ぶに至り、天皇もなすすべがなかったという絶望的結末となっている。この真済や相応和尚が登場しない形の説話の出典は、延喜17年～18年ころ三善清行が書いた『善家秘記』（散逸）とされる。時期的に相応和尚の伝記成立とほぼ同じだが、おそらくは、『今昔』型の説話が先にあって、それを相応和尚の伝記に素材として取り込んだ際、天台宗対真言宗という構図が持ち込まれ、真済が紺青鬼・天狗にされたのであろう。
- カササギ･小人の姿で現れる

　天台僧玄昭が宇多法皇の亭子院で修法を行っていたところ、真済の霊がカササギの姿で現れる。玄昭はカササギを護摩壇の火で焼くが、その後、真済の霊は小人の法師の姿で玄昭のもとに現れるようになり、玄昭を恐怖に陥れる。だが、玄昭の弟子浄蔵によって真済の霊は調伏される。『扶桑略記』巻二十三、延喜17年2月3日の項に玄昭在世中のこととして載っている。また、同じ話が『拾遺往生伝』巻中の浄蔵伝にもある。
- 東北巡錫、入定

文徳天皇の死後、真済は奥羽を巡錫、貞観元年、出羽国置賜郡小松の山麓に精舎を建て、松光山長岡寺大光院を開創。翌年、この地に入定したという。大光院には真済の墓があり、毎年2月25日に真済僧正忌法要が行われている。

## 補注
1. ↑  『続日本後紀』『文徳天皇実録』に見える紀松永を真済と同一人物とする説（紀氏のルーツ参照）があるが、非現実的。
2. ↑  紀長谷雄撰「東大寺僧正真済伝」（『紀家集』所収）は、真済を空海、実恵に次ぐ、わが国3人目の阿闍梨としているが、真済より先に杲隣、泰範、智泉らが両部大法を受けていることは、空海の821年11月の「両相公」宛書簡（『高野雑筆集』所収）から明らか。真済は6人目以降ということになる。
3. ↑  『国史大辞典』（吉川弘文館）などの事典類は篭山修行の時期を承和3年、渡唐に失敗し帰朝してからとするが、根本史料である「東大寺僧正真済伝」および『三代実録』貞観2年2月25日条の真済卒伝が、伝法阿闍梨となった直後の篭山と記述していることは明白であり、通説には史料的根拠がない。また、正味12年間なら824～836年だが、篭山年数は数え年なので835年終了。真済の高雄籠山に関しては「真済伝の問題点」に詳論がある。
4. ↑  「真済伝の問題点」は、通説の根拠である『高野春秋編年輯録』などが、後世の史料で信頼性、信憑性に問題のあることを指摘し、根本史料である「東大寺僧正真済伝」および『三代実録』真済卒伝の記述を素直に解釈して、承和3年の渡海より前に内供奉十禅師となったとする。
5. ↑  『性霊集』の成立年は不明だが、遅くとも空海の没年承和2年をさほど下らないと見られている。渡辺照宏・宮坂宥勝校注『三教指帰・性霊集』解説（岩波書店、1965年）は、編纂時期を空海在世中の晩年とし、勝又俊教「遍照発揮性霊集と高野雑筆集」（『豊山教学大会紀要』2、1974年）や『定本弘法大師全集』第8巻（密教文化研究所、1996年）の『性霊集』解説は、没後間もない時期とする。
6. ↑  「本朝伝法灌頂師資相承血脈」（『大日本古文書』家わけ１９、醍醐寺文書之一、279号）所載。
7. ↑  稲垣泰一「高僧破戒譚の二つの形―真済・志賀上人・久米仙人・湛慶・浄蔵譚を通して」（『金城学園大学論集』国文学編16、1973年）
8. ↑  スポット詳細-大光院-じゃらん観光ガイド